# Werner Clemens
Werner Clemens (* 1924), ein Dresdner Fußballspieler, der in den 1950er-Jahren für die Betriebssportgemeinschaft (BSG) Rotation Dresden in der DDR-Oberliga, der höchsten Liga im DDR-Fußball, spielte.

## Sportliche Laufbahn
Zur Saison 1950/51 trat die BSG Sachsenverlag Dresden als sächsischer Meister erstmals in der DDR-Oberliga an, zu deren Spieleraufgebot auch der 26-jährige Werner Clemens gehörte. Er kam bereits im 1. Oberligaspiel zum Einsatz und spielte als rechter Läufer. Als Mittelfeldspieler entwickelte er sich zum Stammspieler, wobei er von Trainer Kurt Böhme auf wechselnden Positionen aufgeboten wurde. In den 34 Oberligaspielen spielte Clemens 29-mal, während seine Mannschaft von der Rückrunde an als BSG Rotation Dresden antrat. Zu Beginn der Spielzeit 1951/52 bestritt Clemens bis zum 10. Spieltag acht Oberligabegegnungen bis auf eine Ausnahme (rechter Verteidiger) auf seiner gewohnten Position im rechten Mittelfeld. Danach fiel er aus der Stammelf heraus wurde nur noch sporadisch in acht weiteren Spielen der Oberliga eingesetzt. Dabei stand er nur noch viermal in der Startelf. In seiner letzten Oberligasaison 1952/53 bestritt Clemens nur noch zwei Oberligaspiele am 1. und 20. Spieltag. Danach trat Werner Clemens nicht mehr als Leistungsfußballer in Erscheinung.
(Die Einsatzzahlen werden in den Quellen unterschiedlich angegeben, da zur gleichen Zeit auch ein Spieler namens Rudolf Clemens bei der BSG Rotation spielte. Für den WP-Artikel wurde die Angaben des Deutschen Sportechos herangezogen.)